# Мисија Уједињених нација у Етиопији и Еритреји
Мисија Уједињених нација у Етиопији и Еритреји (УНМЕЕ) је основана од стране Савета безбедности Уједињених нација јула 2000. године, с циљем надгледања прекид ватре у пограничном рату који је почео 1998. године између Етиопије и Еритреје.
Мисија је формално завршена у јулу 2008. године након суочавања са озбиљним потешкоћама у одржавању својих трупа и после разматрања преосталих опција.

## Историја
Дана 31. јула 2000, Савет безбедности је усвојио Резолуцију 1312. чиме је основана УНМЕЕ. Мисија је успостављена, како би се формално означила граница између две земље. Граница прати путању коју је успоставила међународна комисија у Хагу, али Етиопија одбија да прихвати ту одлуку, упркос првобитном пристанку на арбитражу.
Мисија је успоставила своје седиште у Асмари, Еритреја, и Адис Абаби, Етиопија, док тензија између две земље и даље расте. Око 1.500 од припадника ових мировних снага потичу из индијске војске. Поред тога, распоређено је и око 147 припадника међународног цивилног особља, 202 припадника локалног цивилног особља и 67 волонтера УН-а. Њихова зони одговорности је тампон зоне, 25 километара широка са еритрејске стране етиопско-еритрејске границе. До сада, било је забележено 20 смртних случајева: 13 војна лица, 3 случаја међународног цивилног особља и 4 локалног цивилног особља. Одобрени буџет за мисију између 1. јула 2007 и 30. јуна 2008. је био 118,99 милиона долара.
Граница између Етиопије и Еритреје и даље је затворена и хиљаде људи живи у избјегличким камповима, а претпоставља се да је милион људи и даље расељено. Октобра 2005, еритрејска влада је ограничила летове хеликоптером мисије на појас дуж границе и захтевала смањење снага УНМЕЕ за 300 припадника. Еритреја је такође ограничавала кретања патрола на земљи унутар тампон зоне. Савет безбедности Уједињених нација је Резолуцијом 1640, у новембру 2005, запретио санкцијама обема странама, ако не дође до решења.
Мисија је завршена 31. јула 2008, резолуцијом 1827 СБ УН усвојеном 30. јула 2008. Мировне снаге су повучене из граничне зоне Еритреје до фебруара 2008, а Етиопија је одбила да прихвати обавезујуће решење Међународног суда правде по питању границе, што јавља страховања да ово може да представља озбиљан преседан који показује да земље могу истерати мировњаке УН-а. Аналитичари страхују да може избити нови рат између Етиопије и Еритреје око питања граница.

## Особље и војне снаге
Током 2007. године, УНМЕЕ је имала укупно 1.676 војних лица, укључујући 1.464 војника и 212 војних посматрача, подржаних од стране 147 међународних цивила, 202 члана локалног цивилног особља и 67 волонтера УН-а. Специјални представник генералног секретара и шеф мисије је био Азоуз Енифар из Туниса. Командант војних снага је генерал-мајор Мохамад Таисир Масадех из Јордана.
Земље из којих потиче војно особље:
- Африка: Алжир, Гамбија, Гана, Кенија, Намибија, Нигерија, Јужна Африка, Танзанија, Тунис, Замбија
- Америка: Канада, Боливија, Бразил, Гватемала, Парагвај, Перу, Сједињене Америчке Државе, Уругвај
- Азија: Бангладеш, Народна Република Кина, Индија, Јордан, Киргистан, Малезија, Непал, Пакистан, Шри Ланка
- Европа: Аустрија, Босна и Херцеговина, Бугарска, Хрватска, Чешка Република, Данска, Финска, Француска, Немачка, Грчка, Ирска, Италија, Норвешка, Пољска, Румунија, Русија, Шпанија, Шведска, Украјина